# Ашурбеков, Иса-бек
Иса-бек Ашурбеков (азерб. İsa bəy Aşurbəyov; 1878, Сабунчи, Бакинская губерния — 21 октября 1938, Баку) — бакинский нефтепромышленник и меценат, представитель азербайджанского рода Ашурбековых. Депутат Бакинской городской думы.

## Биография
Иса-бек Гаджи Мехти Кули-бек оглы Ашурбеков родился в 1878 году. Он был единственным сыном Гаджи Мехти Кули-бека. И хотя разбогатевший на волне «нефтяного бума» отец не жалел денег на образование сына, он всё же старался по возможности оградить Иса-бека от внешних влияний. Быть может, именно потому желание бурной общественной деятельности с годами всё более овладевало Иса-беком. В молодые годы он был страстно увлечён идеями социал-демократов.
В 1912 году Иса-бек Ашурбеков поступает на службу к Г. З. Тагиеву в типолитографию известной бакинской газеты «Каспий». Поступление на службу И. Ашурбекова, дворянина, сына нефтепромышленника, вызвало недовольство отца и послужило причиной очередной размолвки с родней. Тем не менее, по прошествии двух с половиной лет при финансовой поддержке Бала-бека Ашурбекова Иса-бек берёт в аренду типографию и разместив её в подвале своего дома на углу Старо-Почтовой и Персидской улиц организует издание учебников, методической литературы для учителей. Одним из первых И. Ашурбеков издаёт произведения М. А. Сабира, печатает еженедельные учительские журналы «Şəlalə» и «Водопад» (на русском и азербайджанском языках), сатирическое приложение «Барабан».
Финансировал газету «Иршад», которая издавалась под редакцией Ахмед-бека Агаева. Входил в руководство организации «Гуммет» и был издателем и редактором легальной большевистской газеты «Девет-Коч», издававшейся в Баку в 1906 году на азербайджанском и армянском языках. Также являлся членом правления мусульманского просветительского общества «Ниджат».
Общественная деятельность Иса-бека нашла своё продолжение в Бакинской городской думе, членом которой он избирался с 1910 года, а также в Бакинском мусульманском просветительском обществе «Ниджат», обществе по борьбе с детской смертностью под названием «Капля молока» и других организациях.
Арестован 31 декабря 1937 года и расстрелян.